# 巴登-符騰堡一號
巴登-符騰堡一號（Baden-Württemberg 1，缩写为BW1 ) 是一顆由德國斯图加特大学開發的月球任务太空船。其基本设计是每邊長一公尺的立方型衛星，總质量约为200 公斤（441 磅）。它可能会使用以聚四氟乙烯 (PTFE)為燃料的电力推进系統。 截至2013年已经完成了轨道設計方面的工作。
巴登-符騰堡一號是2002年启动的斯图加特小卫星计划的其中一項，該計劃包含飞行笔记本电脑、PERSEUS、CERMIT和本條目的BW-1等衛星。 